# Acantharctus posteli
Acantharctus posteli is een tienpotigensoort uit de familie van de Scyllaridae. De wetenschappelijke naam van de soort is voor het eerst geldig gepubliceerd in 1963 door Forest.